# Мајами Гарденс
Мајами Гарденс (енгл. Miami Gardens) град је у америчкој савезној држави Флорида. По попису становништва из 2010. у њему је живело 107.167 становника.

## Демографија
Према попису становништва из 2010. у граду је живело 107.167 становника.
| Група             | 2000.  | 2010.          |
| Белци             | . (.%) | 2.806 (2,6%)   |
| Афроамериканци    | . (.%) | 81.776 (76,3%) |
| Азијати           | . (.%) | 643 (0,6%)     |
| Хиспаноамериканци | . (.%) | 23.606 (22,0%) |
| Укупно            | .      | 107.167        |